# Marcos Paulo (calciatore 2003)
Marcos Paulo Lima Batista Silva (Rio de Janeiro, 18 gennaio 2003) è un calciatore brasiliano, difensore della Juventude in prestito dal Nova Iguaçu.

## Caratteristiche tecniche
È un terzino sinistro.

## Carriera
Cresciuto nel settore giovanile del Nova Iguaçu, nel 2020 è stato ceduto in prestito al Flamengo che lo ha assegnato alla propria formazione Under-20. Il 27 gennaio 2022 ha fatto il suo esordio in prima squadra nell'incontro del Campionato Carioca vinto 2-1 contro il Portuguesa-RJ ed il successivo 14 maggio ha esordito anche in Série A contro il Ceará. A fine 2023 ha lasciato il club rossonero e nel gennaio del 2024 è stato prestato al RB Bragantino dove ha trascorso l'intera stagione con la squadra B disputando il Campeonato Paulista Série A3 e la Copa Paulista.
L'8 gennaio 2025 ha firmato con la Juventude, club di prima divisione, sempre in prestito dal Nova Iguaçu.

## Statistiche

### Presenze e reti nei club
Statistiche aggiornate al 27 maggio 2025.
| Stagione        | Squadra               | Campionato      | Campionato | Campionato | Coppe nazionali | Coppe nazionali | Coppe nazionali | Coppe continentali | Coppe continentali | Coppe continentali | Altre coppe | Altre coppe | Altre coppe | Totale | Totale | Totale |
| Stagione        | Squadra               | Comp            | Pres       | Reti       | Comp            | Pres            | Reti            | Comp               | Pres               | Reti               | Comp        | Pres        | Reti        | Pres   | Reti   |        |
| --------------- | --------------------- | --------------- | ---------- | ---------- | --------------- | --------------- | --------------- | ------------------ | ------------------ | ------------------ | ----------- | ----------- | ----------- | ------ | ------ | ------ |
| 2022            | Flamengo              | A/RJ+A          | 2+1        | 0          | CB              | 2               | 0               | CL                 | 0                  | 0                  | -           | -           | -           | 5      | 0      |        |
| 2023            | Flamengo              | A/RJ+A          | 1+0        | 0          | CB              | 0               | 0               | CL                 | 0                  | 0                  | -           | -           | -           | 1      | 0      |        |
| 2024            | Red Bull Bragantino B | A3/SP           | 15         | 1          | -               | -               | -               | -                  | -                  | -                  | CP          | 6           | 0           | 21     | 1      |        |
| 2025            | Juventude             | PD/RS+A         | 5+5        | 0          | CB              | 1               | 0               | -                  | -                  | -                  | -           | -           | -           | 11     | 0      |        |
| Totale carriera | Totale carriera       | Totale carriera | 29         | 1          |                 | 3               | 0               |                    | 0                  | 0                  |             | 6           | 0           | 38     | 1      |        |

## Palmarès

### Club

#### Competizioni nazionali
- Coppa del Brasile: 1

Flamengo: 2022

#### Competizioni internazionali
- Coppa Libertadores: 1

Flamengo: 2022